# William St-Germain
William St-Germain (1º dicembre 1992) è uno sciatore alpino canadese.

## Biografia
Specialista della gare tecniche fratello di Laurence, a sua volta sciatrice alpina, e attivo dal dicembre del 2007, in Nor-Am Cup St-Germain ha esordito l'8 dicembre 2010 a Lake Louise in discesa libera (52º) e ha ottenuto il primo podio il 15 dicembre 2012 a Panorama in slalom gigante. Inattivo dall'aprile del 2018, è tornato alle gare nell'ottobre del 2022 e ha debuttato in Coppa del Mondo il 28 gennaio 2025 a Schladming in slalom gigante, senza qualificarsi per la seconda manche; non ha preso parte a rassegne olimpiche o iridate.

## Palmarès

### Nor-Am Cup
- Miglior piazzamento in classifica generale: 8º nel 2014
- 5 podi:
  - 3 secondi posti
  - 2 terzi posti

### Campionati canadesi
- 3 medaglie:
  - 2 argenti (slalom speciale nel 2017; slalom gigante nel 2025)
  - 1 bronzo (slalom gigante nel 2015)